# Ченчик, Наталья Петровна
Наталья Петровна Ченчик (7 ноября 1950, Старотитаровская, Темрюкский район, Краснодарский край — 23 октября 2000, Москва) — советская и российская актриса театра и кино.

## Биография
После окончания Керченской школы № 11 работала на заводе «Залив».
В 1976 году окончила Театральный институт имени Бориса Щукина.
Наиболее известные роли — в фильмах «Место встречи изменить нельзя» и «Военно-полевой роман». Занималась также озвучиванием мультипликационных фильмов.
Актриса скончалась 23 октября 2000 года на 50-м году жизни от онкологического заболевания, не дожив всего 2 недели до своего юбилея. Похоронена на Ивановском кладбище в поселении Воскресенское (Московская область, Ленинский район, ныне территория Новой Москвы).

## Творчество

### Фильмография
- 1975 — Ар-хи-ме-ды! — помощник режиссёра
- 1977 — Подарок судьбы — Зоя
- 1979 — Место встречи изменить нельзя — подставная Аня
- 1979 — Жил-был настройщик — подруга Лены
- 1981 — Будьте моим мужем — проводница
- 1983 — Военно-полевой роман — продавщица мороженого
- 1985 — Непохожая — работница зоопарка
- 1987 — Доченька (2 серия) — эпизод
- 1988 — Шаг (СССР, Япония) — эпизод
- 1988 — Артистка из Грибова — проводница
- 1989 — Казённый дом — мать Гамаля
- 1990 — Неустановленное лицо — парикмахер
- 1991 — Гениальная идея — дежурная в гостинице

### Озвучивание мультипликационных фильмов
- 1979 — Переменка №2 — Пахомов
- 1981 — Поросёнок в колючей шубке — снежинка
- 1982 — Чучело-Мяучело — Котёнок
- 1982 — Сын камня
- 1985 — Пантелей и пугало — вокал
- 1987 — Возвращение блудного попугая (второй выпуск) — Вовка / ворона
- 1987 — Приключения пингвинёнка Лоло — Мак
- 1988 — Кот, который умел петь — работница телевидения
- 1989 — Два богатыря — Алтыншаш
- 1989 — Клетка — Лиса / Суслик
- 1990 — Приехали (Фитиль № 333) — мальчик с собакой[источник не указан 551 день]
- 1991 — По лунной дороге — мышь / вахтёр
- 1994 — Страницы российской истории. Земля предков — княгиня Ольга[источник не указан 551 день]

### Стихи
- Ченчик Н. П. Степной цветок: Лирика / Сост., автор предисл. В. Жорник; Ред.-изд. Д. Лосев. — Феодосия—М.: Издательский дом «Коктебель», 2002.